# Ахас, Рейн
Рейн Ахас (эст. Rein Ahas; 10 декабря 1966, Тарту, Эстонская ССР, СССР — 18 февраля 2018, там же) — эстонский географ, профессор географии Тартуского университета.

## Биография
Окончил в 1991 году Тартуский университет по специальности «Физическая география и охрана природы». В 1994 году получил степень магистра, в 1999 году — степень доктора философии благодаря диссертации «Пространственная и временная изменчивость фенологических фаз в Эстонии». Научными руководителями были Юло Мандер и Яан Эйларт. С 1994 года работал в университете Тарту: сначала в должности исследователя, затем лектора и профессора географии человечества на кафедре географии Тартуского университета. С 2011 года приглашённый профессор Гентского университета, в 2013—2015 годах работал исследователем в Эстонской академии наук. Приглашённый исследователь университетов Милуоки, Оксфордского университета, Венского технического университета и университета Умео.
Ахас состоял в Эстонском обществе естествоиспытателей, международной сети Taiga Rescue Network, комиссии по охране лесов при Министерстве окружающей среды Эстонии, комиссии по заселению населённых пунктов при Министерстве регионального развития Эстонии. Интересовался географией городов и урбанизацией, а также методами мобильного позиционирования. Изучал влияние факторов на изменение климата и смену времён года. Разрабатывал мобильную лабораторию университета Тарту. Совладелец компании Positium LBS.
18 февраля 2018 года участвовавший в Тартуском лыжном марафоне Рейн Ахас внезапно упал: он был доставлен в больницу, но спасти его не удалось.

## Публикации

### Последние публикации 2014 года
- Ahas, R., Witlox F., Miller, H. 2014. From the Guest Editors: Mobility, Communication, and Urban Space, Journal of Urban Technology 21 (2):1-7.
- Poom, A., Ahas, R., Orru, K. 2014. How residential location impacts ecological footprint: case of settlement hierarchy, Environment and Planning A, 46(10): 2369 – 2384.
- Järv, O., Ahas, R. and Witlox, F. 2014. Understanding monthly variability in human activity spaces: a twelve-month study using mobile phone call detail records. Transportation Research Part C: Emerging Technologies 38 (1): 122–135.
- Silm, S. & Ahas, R. 2014.The temporal variation of ethnic segregation in a city: evidence from a mobile phone use dataset, Social Science Research 47: 30-43.
- Silm, S. & Ahas, R. 2014. Ethnic differences activity spaces: The study of out-of-home non-employment activities with mobile phone data, Annals of Association of American Geographers 104(5): 542-559.

### Самые цитируемые в Google Scholar[5]
- Ahas, R. 1999. Long-term phyto-, ornitho- and ichthyophenological time-series analyses in Estonia. Int. J. Biometeorology, 42, pp. 119–123.
- Ahas, R., Aasa, A., Menzel, A., Fedotova, V.G., Scheifinger, H. 2002. Changes in European spring phenology. Int. J. Climatology, 22, pp. 1727–1738.
- Ahas, R., Ü. M. 2005. Location based services—new challenges for planning and public administration?. Futures, 37, pp. 547–561.
- Menzel, A., Sparks, T., Estrella, N., Koch, E., Aasa, A., Ahas, R., Alm-Kübler K., et. al. 2006. European phenological response to climate change matches the warming pattern. Global Change Biology, 12: pp. 1969–1976.
- Schwartz, MD, Ahas, R., Aasa, A. 2006. Onset of Spring Starting Earlier Across the Northern Hemisphere. Global Change Biology. 12(2): pp. 343–351.